# ISS-Expeditie 14
ISS Expeditie 14 was de veertiende missie naar het Internationaal ruimtestation ISS. De missie begon op 20 september 2006. Bemanningslid Thomas Reiter was al aanwezig sinds ISS Expeditie 13. Hij werd in december voor het tweede deel van de missie vervangen door Sunita Williams. Er werden vijf ruimtewandelingen uitgevoerd door de bemanning. 

## Bemannig
| Positie           | Eerste deel (september t/m december 2006)   | Tweede deel (december 2006 t/m april 2007)  |
| ----------------- | ------------------------------------------- | ------------------------------------------- |
| Commander         | Michael López-Alegría, NASA 4e ruimtevlucht | Michael López-Alegría, NASA 4e ruimtevlucht |
| Flight Engineer 1 | Michail Tjoerin, RSA 1e ruimtevlucht        | Michail Tjoerin, RSA 1e ruimtevlucht        |
| Flight Engineer 2 | Thomas Reiter, ESA 2e ruimtevlucht          | Sunita Williams, NASA 1e ruimtevlucht       |